# Johannes Joseph van der Velden

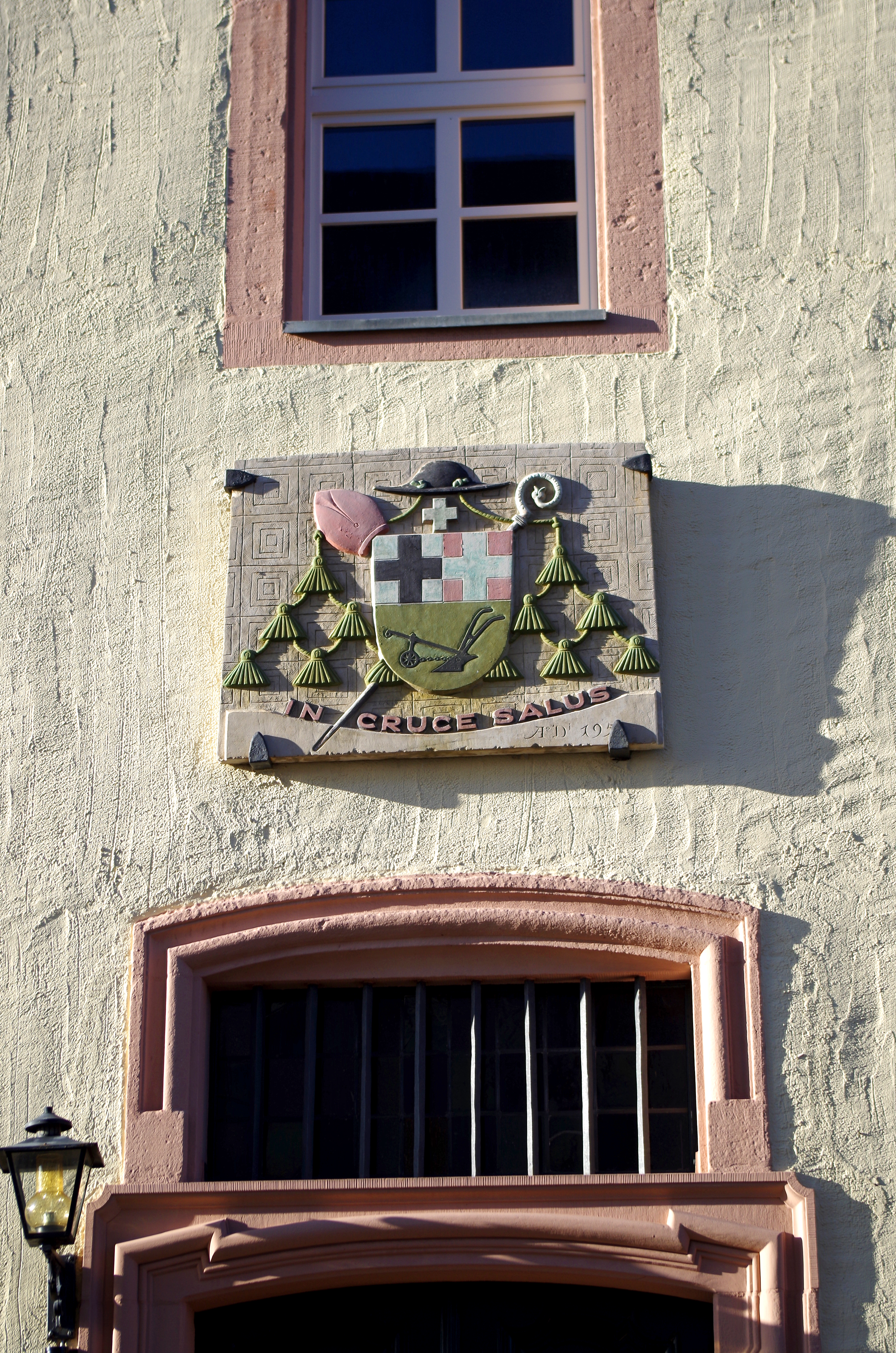
Sein Wappen über dem Eingang zur ehemaligen Kellerei der Abtei Steinfeld auf Burg Wildenburg mit seinem Wappenspruch: In cruce salus (dt.: Im Kreuz ist Heil)

Wappen von Johannes Joseph van der Velden

Johannes Joseph van der Velden (* 7. August 1891 in Übach; † 19. Mai 1954 in Krefeld) war ein deutscher römisch-katholischer Theologe und Bischof von Aachen.

## Leben und Wirken
Van der Velden studierte zwischen 1910 und 1915 Theologie in Bonn und besuchte das Priesterseminar in Köln. Am 24. Juni 1915 empfing er die Priesterweihe in Köln. Anschließend war er zunächst als Vikar in Frielingsdorf, dann als Kaplan in Mönchengladbach-Hardterbroich und schließlich als Pfarrrektor in Rheydt-Geneicken tätig.
Zwischen 1926 und 1929 war van der Velden dann Generalsekretär des Päpstlichen Werkes der Glaubensverbreitung des Franziskus-Xaverius-Missionsvereins in Aachen. Von 1929 bis 1935 war er Generaldirektor des Volksvereins für das katholische Deutschland. Allerdings schaffte er es vor dem Hintergrund der Weltwirtschaftskrise nicht, den Verein vor dem Niedergang zu bewahren. Zwischen 1929 und 1933 war er außerdem Herausgeber der „Katholischen Korrespondenz.“ Der von ihm im Jahr 1930 mitbegründete Königswinterer Kreis, zu dem unter anderem auch Oswald von Nell-Breuning, Götz Briefs und Gustav Gundlach gehörten, arbeitete wesentliche Elemente aus, die später Eingang in die Enzyklika Quadragesimo anno von 1931 fanden.
Nach dem Beginn der nationalsozialistischen Herrschaft wurde in dem seit 1933 betriebenen sogenannten „Großen Volksvereinsprozess“ neben führenden Zentrumsvertretern wie Wilhelm Marx und Heinrich Brauns auch gegen ihn ermittelt. Die Ermittlungen wurden jedoch im Dezember 1934 eingestellt. Zwischen 1933 und 1938 war er Vizepräsident des päpstlichen Werkes der Glaubensverbreitung. Danach bis zur Schließung 1942 Regens des Priesterseminars in Aachen und dort gleichzeitig Professor für Pastoral- und Moraltheologie.
Im Jahr 1943 wurde er zum Bischof von Aachen gewählt und am 7. September 1943 von Papst Pius XII. zum Bischof des Bistums Aachen ernannt. Die Bischofsweihe am 10. Oktober 1943 spendete ihm Josef Kardinal Frings.
Während der Zeit des Nationalsozialismus hatte van der Velden, wie er später gegenüber den Amerikanern angab, Kontakt zum Widerstand. Bei der Besetzung Aachens durch die amerikanischen Streitkräfte im Oktober 1944 blieb er auch auf Wunsch aus Widerstandskreisen in der Stadt und beriet die Besatzungsbehörden beim Aufbau einer Verwaltung. Er empfahl dem amerikanischen Militärkommandanten die Ernennung von Franz Oppenhoff zum Oberbürgermeister. Außerdem setzte er sich gegen geplante Gebietsabtretungen an Belgien und die Niederlande ein. Im Januar 1945 führte der amerikanische Geheimdienstoffizier Saul K. Padover ein langes Interview mit van der Velden, das er 1946 veröffentlichte.
Nach dem Krieg widmete er sich vor allem dem Wiederaufbau der zerstörten Kirchen und katholischen  Einrichtungen. Tatkräftig unterstützte er den Aufbau der Christlichen Arbeiterjugend (CAJ) im Bistum.

## Ehrungen und Auszeichnungen
- 1932: Ehrendoktorwürde zum Dr. theol. h.c.der Westfälischen Wilhelms-Universität Münster
- 1947: Ehrendoktorwürde zum Dr. theol. h.c. der Katholisch-Theologischen Fakultät der Rheinischen Friedrich-Wilhelms-Universität Bonn
- 1953: Verdienstorden der Bundesrepublik Deutschland (Großes Verdienstkreuz mit Stern)
- Mitglied in der V.k.Th. Burgundia im Collegium Albertinum zu Bonn am Rhein (seit Sommersemester 1911)[4]
- Ehrenmitglied der katholischen Studentenverbindungen KDStV Ascania Bonn und KDStV Franconia Aachen (1949) im CV
- Ehrenmitglied der katholischen Studentenverbindungen Suevia Köln (1931) und Carolingia Aachen (1951) im KV[5]